# Борис Новански
Борис Иванов Новански е деец на БКП и БРП (к).

## Биография
Борис Новански е роден е на 9 април 1912 година в град Ихтиман. Завършва Свищовската търговска гимназия. Работи като застрахователен агент.
Участва в комунистическото съпротивително движение по време на Втората световна война. Партизанин от Ихтиманския партизански отряд. Член на щаба на Първа Софийска въстаническа оперативна зона на НОВА. 
Убит е в сражение на 18 юли 1943 година.